# Воркутлаг
Воркутлаг, също наричан ГУЛАГ Воркута, (пълното му име е Воркутински изправително трудов лагер) е един от главните затворнически лагери по време на СССР. Лагерът е разположен в Европейската част на РСФСР, Република Коми, около басейна на река Печора, и се намира на 1900 километра от Москва и на 160 километра от Северния полярен кръг.
Трудовият лагер, създаден през 1932 година, е кръстен на града Воркута, който е бил основан след като руският геолог Георги Чернов открива залежи на въглища по поречието на река Печора – второто най-голямо находище на това твърдо гориво в Съветския съюз. През 1938 г. бива отделен от Ухто-Печроския лагер. Воркутлаг се е състоял приблизително от 132 под-лагери, когато затворниците му са достигнали най-високата си бройка (1945 – 1947 г.). От 1939 година до германското нападение на Съветския съюз през 1941 година, лагерът е бил обитаван от полски затворници, а след това от немски войници, заловени на Източния фронт, политически престъпници и съветски граждани, приети като заплаха за сигурността на държавата.
Воркутлаг е затворен през 1962 година, но голяма част от неговите затворници остават да живеят в град Воркута, не само заради статуса си на врагове на държавата, но и поради бедност. Според Руската организация за правата на човека „Мемориал“, която се фокусира върху изчисляване на престъпленията срещу човешките права по времето на съветския тоталитаризъм, от 40 000 души, получаващи държавна пенсия, 32 000 са бивши затворници от трудовия лагер или техни наследници.
Затворниците във Воркутлаг, които са били принуждавани да работят във въглищните мини, организират стачка през юли 1953 година, останала известна като Воркутинско въстание. Пасивното неподчинение трае две седмици – на първи август началникът на лагера Андрей Деревянко нарежда на пазачите да открият огън по стачкуващите, като това решение довежда до 53-ма убити (цифрата варира според източника).

## Американски затворници
Голям брой американски затворници, повечето от които шпиони, са били временно или за постоянно затворени във Воркутлаг по време на Студената война. Немалко американци попадат в руските трудови лагери към края на Втората световна война в периода от зимата на 1944 до лятото на 1945 година, когато Червената армия напредва на запад в Полша, а впоследствие и в Нацистка Германия, където тези американски затворници са били държани в немски лагери. Други попадат в този ГУЛАГ като военнопленници, заловени от войските на Северна Корея и Народна Република Китай по време на Корейската война – основно пилоти от Американските военно въздушни сили. Трети са били отвличани от съветски военни с помощта на Източногерманските власти в ранния период на Студената война (1945 – 1970).
Хомър Харолд Кокс е един от тези американски военнопленници. Той е военен полицай, част от 759-и батальон, разположен в Западен Берлин. На 6 септември 1949 година той бива арестуван, най-вероятно от съветски военни, в Източен Берлин. Бива държан в редица Съветски затворнически и трудови лагери, включително и Воркутинските мини номер 4 и 9.
На 29 декември 1953 година се връща в САЩ през Западен Берлин заедно със своя приятел, също затворник, Леланд Тауърс. Кокс умира от пневмония година след освобождаването си на 27 септември 1954 година в Лаутън, Оклахома.
Друг американски военен, заловен от СССР, е редник Уилиям Марчък, който също бива отвлечен от Източен Берлин през 1949 година и изпратен в Съветския съюз след Джон Ноубъл – 31-годишен цивилен от Детройт, Мичиган, който остава в Германия заедно със семейството си през Втората световна война, и който също бива арестуван от Червената армия в Дрезден през 1945 година. Не са много американските военни и цивилни, затворени от СССР, които се връщат в родината си, въпреки постоянния натиск от Американското правителство, което е било наясно със съветските действия.